# 134년

## 연호
- 후한(後漢) 양가(陽嘉) 3년

## 기년
- 후한(後漢) 순제(順帝) 9년
- 신라(新羅) 지마 이사금(祗摩泥師今) 23년 / 일성 이사금(逸聖泥師今) 원년
- 고구려(高句麗) 태조대왕(太祖大王) 82년
- 백제(百濟) 개루왕(蓋婁王) 7년

## 사건
- 신라, 지마 이사금 세상을 떠남.  유리의 장남 일성이 80의 나이로 왕의 자리에 오름.
- 유대인들이 로마 제국에게 반기를 든 이후 하드리아누스 황제의 명을 받은 섹스투스 율리우스 세베루스가 이끄는 로마군에게 반란군의 거점지인 예루살렘이 함락됨

## 사망
- 신라(新羅) 6대 국왕 지마 이사금(祗摩泥師今)